# Anna Dalassena
Anna Dalassena (1025 – 1105 circa) è stata una nobildonna bizantina, la cui figura è paragonata a quella dell'imperatrice-madre durante il regno del figlio Alessio I Comneno.

## Biografia
Era figlia di Alessio Caronte, luogotenente imperiale in Italia, e di Adriana Dalassena.
Sposò nel 1044 Giovanni Comneno, fratello dell'imperatore bizantino Isacco I Comneno (1057-1059).
Suo figlio più giovane, Alessio I Comneno, usurpò il trono di Bisanzio all'imperatore Niceforo III Botaniate. Alessio I per molti anni si fece influenzare fortemente dalla madre nel modo di governare. Ella è descritta dai contemporanei come una saggia politica: quando Alessio I partiva per qualche campagna militare, che lo vedeva costretto ad allontanarsi da Costantinopoli, egli lasciava il potere nelle mani della madre.
In modo irregolare per il costume della corte bizantina, Anna era stata incoronata come imperatrice basilissa dal figlio Alessio I, che preferiva la madre anziché la legittima rivendicatrice al titolo, ossia Irene Ducaena, che era sua moglie.
Anna era costantemente in disaccordo con la sua nuora Irene, ed aveva assunto la responsabilità totale dell'istruzione e della formazione di sua nipote Anna Comnena.

## Famiglia
Anna Dalessena diede al marito Giovanni Comneno otto figli, cinque maschi e tre femmine:
- Manuele Comneno (1044-1071), fu protostrator e sposò una Diogene;
- Maria Comnena, sposò Michele Taronita;
- Isacco Comneno, fu sebastocratore e sposò Irene, una principessa georgiana;
- Eudocia Comnena, fu moglie di Niceforo Melisseno;
- Teodora Comnena, fu moglie di Costantino Diogene;
- Alessio I Comneno, fu imperatore bizantino dal 1081 al 1118 e sposò Irene Ducaina;
- Adriano Comneno, fu protosebastos e sposò Zoe Ducaina;
- Niceforo Comneno, fu drungario.

## Riferimenti letterari
Il celebre poeta neogreco Konstantinos Kavafis, nel 1927, compose una poesia su Anna Dalassena, mettendo in evidenza lo stretto rapporto che legava lei e il figlio Alessio:
Alessio Comeno promulgò una bolla d'oro
per rendere alla madre un alto onore,
alla saggissima sovrana, ad Anna Dalassena,
nei costumi e nell'opere perfetta.
Vi sono elogi a iosa.
Riporto una preziosa
e bella frase: ne vale la pena:
"Il mio o il tuo: parola gelida: tra noi non fu mai detta".